# レオポール・セダール・サンゴール
レオポール・セダール・サンゴール（Léopold Sédar Senghor、1906年10月9日 - 2001年12月20日）は、セネガルの政治家。初代大統領（1960年9月6日 - 1980年12月31日）を務め、一方で詩人としても活躍した。

## 生涯
サンゴールは、セネガル（当時はフランス領西アフリカの一部）のティエス州ンブール県ジョアル村で生まれた（セレール族、カトリック教徒）。フランス留学中に起こった第二次世界大戦では、フランス軍に志願して入隊した。捕虜を経験した後、釈放後もレジスタンスと協力して後の仏大統領ジョルジュ・ポンピドゥと親交を深めている。
またフランス語詩人としても著名であり、サンゴールの詩は広く賞賛されるとともにサンゴールはアフリカ出身で初めてアカデミー・フランセーズ会員にもなった（1983年）。1968年にドイツ書籍協会平和賞、1975年にストルガ詩の夕べ金冠賞、1978年にチーノ・デル・ドゥーカ世界賞を受賞し、さらにセネガル国歌の歌詞も書いている。サンゴールも1930年代から1940年代にはマルティニークのエメ・セゼールと共にネグリチュード運動を牽引した。
独立後も、サンゴールは対内的にアフリカ社会主義政策を、対外的にはモンロビア・グループの指導者として親欧米政策、親仏政策を採り、チュニジアの初代大統領のハビーブ・ブルギーバや、ニジェールの初代大統領のアマニ・ディオリなどと共にフランコフォニー国際機関（組織）の設立に尽力した。
レオポール・セダール・サンゴール国際空港、レオポール・セダール・サンゴール競技場、レオポール・セダール・サンゴール橋はサンゴールの名にちなんで命名されたものである。
2001年12月20日、カルヴァドス県ヴェルソンにて死去した。享年95。

## 主な作品
- Chants d'ombre (1945)
- Hosties noires (1948)
- Anthologie de la nouvelle poésie nègre et malgache (1948)
- Ethiopiques (1956)
- Nocturnes (1961)
- Lettres de d'hivernage (1973)
- Elégies majeures (1979)
- La poésie de l'action : conversation avec Mohamed Aziza (1980)
- Ce que je crois (1988)

## 関連
- レオポール・セダール・サンゴール国際空港
- レオポール・セダール・サンゴール競技場
- レオポール・セダール・サンゴール橋